# Benay Venuta
Benay Venuta, all'anagrafe Benvenuta Rose Crooke (San Francisco, 27 gennaio 1910 – New York, 1º settembre 1995) è stata un'attrice statunitense, attiva in campo teatrale, televisivo e cinematografico.

## Biografia
Nata a San Francisco da padre inglese e madre svizzera, Benay Venuta ha fatto il suo debutto a Broadway nel 1925, quando rimpiazzò Ethel Merman nel ruolo della protagonista del musical Anything Goes. Da allora ha recitato in altri musical a Broadway e a livello regionale, ricoprendo ruoli principali in A Little Night Music, Pal Joey, Gypsy e Zia Mame.
Benay Venuta è stata sposata tre volte. La prima con il dottor Kenneth Kelly dal 1936 al 1938, la seconda con Armand Deutsch dal 1939 al 1950 e la terza con Fred Clark dal 1952 al 1962. Dal secondo matrimonio ebbe due figlie, Patty e Deborah.

## Filmografia parziale

### Cinema
- La sete dell'oro (The Trail of '98), regia di Clarence Brown (1928)
- Dimmi addio (Repeat Performance), regia di Alfred L. Werker (1947)
- Ti amavo senza saperlo (Easter Parade), regia di Charles Walters (1948)
- Anna prendi il fucile (Annie Get Your Gun), regia di George Sidney (1950)
- Butterfly americana (Call Me Mister), regia di Lloyd Bacon (1951)
- Squilli di primavera (Stars and Stripes Forever), regia di Henry Koster (1952)
- Ricochet Romance, regia di Charles Lamont (1954)
- Vietato rubare le stelle (The Fuzzy Pink Nightgown), regia di Norman Taurog (1957)
- Pallottole su Broadway (Bullets Over Broadway), regia di Woody Allen (1994)

### Televisione
- Climax! – serie TV, episodio 3x20 (1957)